# Praga Khan

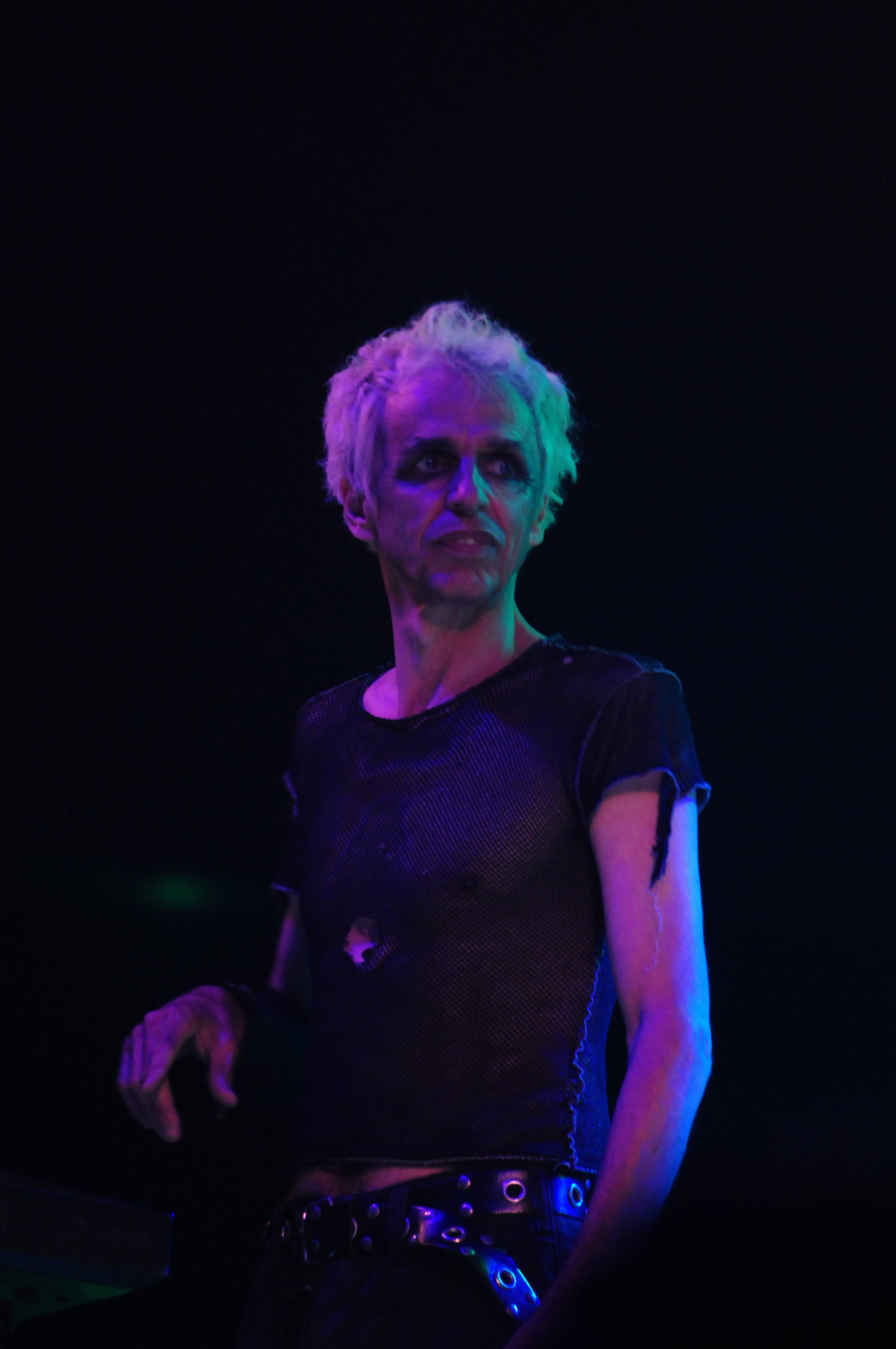
Praga Khan

Praga Khan (* 7. Januar 1959 in Herselt; bürgerlich Maurice Joseph François Engelen) ist ein  belgischer Musikproduzent, Komponist, Sänger und DJ.  Internationale Bekanntheit erlangte er in der New-Beat-Szene. Bei mehreren Gigs trat er auch unter dem Namen Somora auf.

## Leben
Seine bevorzugten Partner waren Jade 4 U (Nikkie van Lierop) und Oliver Adams. Mit diesen beiden realisierte Praga Khan größere Projekte wie Lords of Acid, Channel X oder Digital Orgasm.
Sein größter Erfolg war das Projekt Praga Khan featuring Jade 4 U und die bekannteste Veröffentlichung neben (Kick Back For The) Rave Alarm war Injected with a poison im Frühjahr 1992, ein Dance-/-House-Act, mit dem die beiden die Top 20 in den englischen Dance Charts erreichten und Nummer 1 in den Top-Billboard-Charts in Japan wurden.
Mit der Zeit ging seine Musik stilistisch von House und Rave mehr in Richtung Trance. 2007 schuf Praga Khan die Filmmusik zu dem belgisch-niederländischen Spielfilm Ben X.
Seit 2010 ist er daneben bei dem von ihm mitgegründeten Label „SonicAngel“ auch als Produzent aktiv, bei dem der von ihm entdeckte belgische Teilnehmer des Eurovision Song Contest 2010, Tom Dice, unter Vertrag steht. Auch die belgische Vertreterin beim ESC 2012, Iris, hat dort einen Vertrag.

## Diskografie

### Alben
| Jahr | Titel                     | Höchstplatzierung, Gesamtwochen, AuszeichnungChartsChartplatzierungen (Jahr, Titel, Platzierungen, Wochen, Auszeichnungen, Anmerkungen) | Anmerkungen |
| Jahr | Titel                     | BEW | Anmerkungen |
| ---- | ------------------------- | --- | ----------- |
| 1999 | Twenty First Century Skin | BEW10 (31 Wo.)BEW |             |
| 2000 | Mutant Funk               | BEW2 Gold · (20 Wo.)BEW |             |
| 2002 | Freakazoidz               | BEW9 (13 Wo.)BEW |             |
| 2003 | Khantastic                | BEW16 (11 Wo.)BEW |             |
| 2004 | Electric Religion         | BEW28 (9 Wo.)BEW |             |
| 2006 | Soundscraper              | BEW31 (17 Wo.)BEW |             |
| 2013 | Soulsplitter              | BEW5 (6 Wo.)BEW |             |

### Singles
| Jahr | Titel Album                                     | Höchstplatzierung, Gesamtwochen, AuszeichnungChartsChartplatzierungen (Jahr, Titel, Album, Platzierungen, Wochen, Auszeichnungen, Anmerkungen) | Anmerkungen |
| Jahr | Titel Album                                     | BEW | Anmerkungen |
| ---- | ----------------------------------------------- | --- | ----------- |
| 1999 | Breakfast In Vegas Twenty First Century Skinned | BEW34 (8 Wo.)BEW |             |
| 2000 | The Power of the Flower Mutant Funk             | BEW37 (5 Wo.)BEW |             |